# Харків-Сортувальний
По́ст-Сортува́льний — дільнична станція 1-го класу Харківського залізничного вузла Бєлгородського напрямку. Розташована між платформами Пост-Південний-Сортувальний та Пост-Північний-Сортувальний у Холодногірському районі Харкова. Поблизу знаходяться місцевості Харкова Іванівка та Нахалівка.
Відстань до станції Харків-Пасажирський — 4 км.
На станції до 2022 року діяв пункт контролю через державний кордон з Росією Харків-Сортувальний — Бєлгород.
На станції пасажирські поїзди та приміські електропоїзди не зупиняються.

## Історія
Станція виникла 1931 року.
15 квітня 1931 року створене паровозне депо «Харків-Сортувальний».
1958 року ліквідоване ВЧ-6 Південної залізниці і замість нього створено пасажирське вагонне депо станції Харків-Сортувальний.
1959 року станція електрифікована постійним струмом (= 3 кВ).
20 січня 2017 року відкрито музей у вантажному вагоні, 1957 року виготовлення, який розмістили у локомотивному депо Харків-Сортувальний.

## Загальна інформація
На станції здійснюються наступні операції:
- Приймання та видача вагонних відправлень вантажів, що допускаються до зберігання на відкритих майданчиках станцій.
- Приймання та видача вантажів вагонними і дрібними відправленнями, що завантажуються цілими вагонами, тільки на під'їзних коліях і місцях незагального користування.
- Приймання та видача вантажів в універсальних контейнерах масою брутто 3,3 (5) і 5,5 (6) т на під'їзних коліях.